# Aphodius anthrax
Aphodius anthrax là một loài bọ cánh cứng trong họ Scarabaeidae. Loài này được Gerstaecker miêu tả khoa học năm 1871.